# Jacksonella
Jacksonella is een geslacht van spinnen uit de familie hangmatspinnen (Linyphiidae).

## Soorten
De volgende soorten zijn bij het geslacht ingedeeld:
- Jacksonella bidens Tanasevitch, 2011
- Jacksonella falconeri (Jackson, 1908)
- Jacksonella sexoculata Paik & Yaginuma, 1969